# Monti Rouen
I monti Rouen sono una vasto gruppo montuoso situato all'estremità settentrionale dell'isola Alessandro I, al largo della costa della Terra di Palmer, in Antartide. La formazione si estende in direzione nord-ovest/sud-est per circa 60 km, dal monte Bayonne, a nord, al monte Cupola e alle cime Care, a sud. Alla sua estremità meridionale la formazione è separata dagli altopiani di Elgar da parte del passo Tufts, mentre a ovest è separata dai monti Havre da parte del Russian Gap.
Dei monti Rouen fanno parte alcune delle vette più alte dell'isola Alessandro I, con il primato raggiunto dalla cima del monte Paris, che si trova a oltre 2800 m s.l.m.

## Storia
I monti Rouen furono avvistati per la prima volta nel 1821 da una spedizione di ricerca russa comandata da Fabian Gottlieb von Bellingshausen. Una seconda ricognizione della formazione fu fatta durante la spedizione belga in Antartide svoltasi dal 1897 al 1899 e comandata da Adrien de Gerlache, ma la prima mappatura, per quanto grossolana, delle montagne, fu effettuata solo durante la seconda spedizione in Antartide comandata da Jean-Baptiste Charcot, che ebbe luogo dal 1908 al 1910. Charcot battezzò quindi il gruppo montuoso con il suo attuale nome in onore della città francese di Rouen, indicando anche al presenza di un'interruzione nella catena montuosa a sud del monte Paris. Tuttavia, fotografie aeree scattate durante la spedizione antartica di ricerca comandata da Finn Rønne, svoltasi nel 1947-48, rivelarono che la catena proseguiva senza interruzioni verso sud-est fino al monte Cupola. Proprio grazie a tali fotografie, nel 1960 la formazione fu dettagliatamente mappata da D. Searle, cartografo del British Antarctic Survey (al tempo ancora chiamato "Falkland Islands Dependencies Survey", FIDS).